# 478
Het jaar 478 is het 78e jaar in de 5e eeuw volgens de christelijke jaartelling.

## Gebeurtenissen

### Klein-Azië
- Verina, schoonmoeder van keizer Zeno, geeft opdracht om de Isaurische generaal Illus te vermoorden, omdat hij zich tegen haar broer Basiliscus heeft verzet. Het complot wordt geleid door haar schoonzoon Marcian en de Ostrogotische koning Theodorik de Oudere. Illus bewijst echter zijn loyaliteit tegenover Zeno en weet de moordaanslag te verijdelen.

### Japan
- De eerste shinto-heiligdommen worden gebouwd. Ze worden gebruikt om een kami (godheid) te vereren.

### China
- Chinese kronieken vermelden een aandenken gezonden door de "koning van Japan", vermoedelijk Yuryaku, die zichzelf beschrijft als "Opperste commissaris van militaire zaken in Japan en Korea" aan het hof van de Noordelijke Wei-dynastie. Keizer Xiao Wendi reageert door te bevestigen dat hij deze titels van de Japanse dynastie erkent. Het is de eerst verifieerbare datum in de Japanse geschiedenis.
- 31 mei - Einde van de Liu Song-dynastie.

## Religie
- Auspicius wordt gekozen tot bisschop van Toul (Lotharingen).

## Geboren
- Narses, Byzantijns generaal (overleden 573)

## Overleden
- Lupus van Troyes, bisschop en heilige